# محمد عفيفي مطر
محمد عفيفي مطر (1935 - 28 يونيو 2010)، شاعر مصري.

## حياته ونشأته
ولد بمحافظة المنوفية تخرج في كلية الآداب ـ قسم الفلسفة. حصل على جائزة الدولة التشجعية في الشعر عام 1989 وحصل على التقديرية 2006 وصدرت أعماله الكاملة عن دار الشروق عام 2000
يعتبر مطر من أبرز شعراء جيل الستينات في مصر، وقد تنوّعت مجالات عطائه بين المقالات النقدية وقصص الأطفال وترجمة الشعر، وفاز بجوائز عديدة منها جائزة سلطان العويس في 1999. ومن دواوين عفيفي مطر 'الجوع والقمر' الذي صدر في دمشق عام 1972، 'ويتحدث الطمي' الذي صدر في القاهرة عام 1977، ورباعية 'الفرح'، وصدر في لندن عام 1990، واحتفالية 'المومياء المتوحشة'، وصدر في القاهرة عام 1992م
يقول عنه الشاعر الفلسطيني المتوكل طه'. لقد استطاع محمد عفيفي مطر- هذا الشاعر المنسي أو المُغيَّب - أن يقدم صيغة مبدعة لعلاقة الشاعر/ المثقف بالسلطة وإفرازاتها وهيمنتها وما تضعه حولها من نخب تتبنى وتردد أطروحاتها، خالقة بذلك 'ظلاماً ' كثيفاً يمنع الرؤيا ويقتل الرؤية ويغتال البصيرة والحياة. إنّ مفردة 'الظلام' التي يستعملها الشاعر محمد عفيفي مطر هي من أكثر المفردات تكراراً في دواوينه
الظلام الذي يعيشه الشاعر ليس فقط، في زنزانته التي يسميها 'جحيماً' وإنما في لحظته المعيشة وفي تاريخه. إن ما يعانيه ويكابده الشاعر جعله يرى الأشياء من جديد ويقرأ التاريخ بعيون وروح جديدة، أو لنقل، بنظرية جديدة هي نظرية 'الخوف من الخوف'. وما بين 'الظلام' و'الخوف' يكون الموت، وفي هذه الكآبة، والقتامة، تلد قصيدة الشاعر محمد عفيفي مطر، قصيدة تضجّ بالألم والفزع والكوابيس والرؤى المقتولة والأماني المغدورة ووجوه الأحبة الموتى والمدن التي يسكنها الأشباح كما أنها قصيدة مُركّبة تستند إلى الأسطورة التي يُعيد إنتاجها بلغة حداثية فلسفية، تؤكد أن صاحبها شاعر رجل يستحق الاحترام.
ماتت أرملته مقتولة في عام 2019 في جريمة بدافع السرقة داخل منزلها بقرية رملة الأنجب التابعة لمركز أشمون على يد عامل على صلة قرابة بها.

## من أعماله
- احتفاليات المومياء المتوحشة.
- فاصلة إيقاعات النمل.
- رباعية الفرح.
- أنت واحدها وهي أعضاؤك انتثرت.
- يتحدث الطمي.
- والنهر يلبس الأقنعة.
- شهادة البكاء في زمن الضحك.
- كتاب الأرض والدم.
- رسوم على قشرة الليل.
- الجوع والقمر.
- ملامح من الوجه الأمبيذوقليسي.
- من دفتر الصمت.
- من مجمرة البدايات.

وصدرت أعماله الكاملة عن دار الشروق في ثلاث مجلدات سنة 2000، ثم أعادت نشرها الهيئة العامة لقصور الثقافة بإضافة النصوص الجديدة في أربع مجلدات عام 2011.